# Der gewisse Kniff
Der gewisse Kniff (Originaltitel: The Knack ...and How to Get It) ist eine britische Filmkomödie, die Richard Lester im Jahre 1965 inszenierte. Das Drehbuch basiert auf einem Bühnenstück von Ann Jellicoe. In Deutschland erfuhr der Film seine Kino-Premiere am 10. August 1965.

## Handlung
Colin ist ein junger Lehrer, der in London zudem Besitzer einer Pension ist. Mit Frauen kommt der junge Mann nicht zurecht, er findet einfach keinen Zugang zu ihnen. Sein Mieter Tolen dagegen ist eine Art Frauenschwarm. Tolen organisiert sogar ein Treffen aller seiner Freundinnen in der Royal Albert Hall. Ein weiterer Mieter, der Schauspieler Tom, hat einen beruhigenden Einfluss auf beide Männer.
Colin kommt auf die Idee, sich ein Messingbett anzuschaffen, um die Frauen zu beeindrucken. Zusammen mit Tom geht er auf einen Schrottplatz, um eins zu suchen. Während sie das gefundene Bett durch die Straßen heimwärts rollen, begegnen sie der unschuldigen Nancy Jones. Nancy kommt aus der Provinz und sucht einen Y.W.C.A., den Y.M.C.A. für Frauen (dt.: CVJM = Christlicher Verein Junger Menschen, in der Filmsynchronisation Christlicher Verein Junger Mädchen). Die Männer bieten ihre Hilfe an, doch zuletzt ist es Nancy, die den beiden hilft, das Bett zu schieben. Dabei verursachen sie allerdings Verkehrsunfälle und hysterische Anfälle der Passanten.
In der Pension will Tolen Colin seine Flirttechnik zeigen. Colin soll sich dann an Nancy ranmachen, wenn diese erst ins Schwärmen gekommen ist. Doch Colin lässt stümperhaft seine Chance ungenutzt, so dass Nancy mit Tolen auf einem Motorrad davonrauscht. Colin und Tom machen sich an die Verfolgung der beiden. In einem Park treffen sie auf eine hysterische Nancy. Sie beschuldigt Tolen der Vergewaltigung, die dieser abstreitet. Colin nimmt sich Nancys an, beide werden schnell Freunde.

## Hintergrund
Bei einem Budget von ca. 364.000 US-Dollar spielte der Film weltweit bis 1970 8 Millionen US-Dollar ein.
Neben Cameo-Auftritten des Regisseurs Lester und des Drehbuchautors Charles Wood sind auch die Filmdebüts von Jacqueline Bisset, Jane Birkin und Charlotte Rampling erwähnenswert.

## Kritiken
„Turbulente, temporeiche Parodie auf Männlichkeitswahn, Leistungsprinzip und Großstadthektik, zugleich ein liebevolles Porträt des ‚Swinging London‘ der 60er Jahre. Das Kinodebüt Richard Lesters, das unbekümmert Stilelemente der Popkultur, der französischen Nouvelle Vague und des amerikanischen Slapsticks zu einer gelungenen Avantgarde-Komödie verbindet.“

„Mit seinem irrwitzigen Stilmix – vom Slapstick bis zur ernsthaften Avant Garde-Inszenierung – ist dieser schillernde Film ein wahres Meisterwerk!“

„Dies ist eine der besten Komödien, die je in England gedreht wurden. Denn hier jagt ein Gag den nächsten. ‚Beatles‘-Regisseur Richard Lester schuf eine absolut witzige und turbulente Komödie über das ‚Swinging London‘ der Sixties.“

„Trotz seiner scheinbar modischen Machart hat der Film bis heute nichts von seinem Charme verloren: Zwischen den zwei Beatlesfilmen schüttelt Lester einen Schnappschuss des 60er-Jugendselbstbilds aus dem Ärmel.“

## Auszeichnungen

### Preise
Internationale Filmfestspiele von Cannes 1965
- Grand Prix für Richard Lester
- Großer Technik-Preis für Richard Lester

Writers Guild of Great Britain 1966
- WGGB-Award für Charles Wood

### Nominierungen
Internationale Filmfestspiele Berlin 1965
- Nominierung für den Goldenen Bären für Richard Lester

Golden Globe 1966
- Nominierung in der Kategorie Beste Hauptdarstellerin – Komödie oder Musical für Rita Tushingham
- Nominierung in der Kategorie Bester ausländischer Film in englischer Sprache

British Film Academy Award 1966
- Nominierung in der Kategorie Bester Film
- Nominierung in der Kategorie Bester britischer Film
- Nominierung in der Kategorie Beste britische Darstellerin für Rita Tushingham
- Nominierung in der Kategorie Bester Newcomer für Michael Crawford
- Nominierung in der Kategorie Bestes adaptiertes Drehbuch für Charles Wood
- Nominierung in der Kategorie Beste Kamera für David Watkin